# Колонеа
Фема Колонеа (грец. θέμα Κολωνείας) — військово-адміністративна одиниця Візантійської імперії (фема), яка розташовувалась на сході Малої Азії (сучасна Туреччина). Отримала назву від фортеці Колонеа (або Колонія) на річці Ликос. Утворилася близько 840 року. Припинила своє існування близько 1071 року внаслідок походів сельджуків.

## Історія
Спочатку була частиною феми Арменіакон. У VIII ст. з огляду на необхідність захисту північних районів Малої Азії Колонеа надано статус клейсури (на кшталт західноєвропейської марки). Мала суто військову спрямованість, тому тут споруджено декілько потужних фортець, чому сприяла гірська місцина.
У 820 році стала частиною феми Халдія. Близько 840 року рішенням імператора Феофіла отримала статус феми. Загроза з боку мусульманських держав була невеличкою, основна небезпека у середині IX ст. була від павлікіан, які отаборилися у Тефріці. Лише перемога над останніми дала спокій Колонеї. У 870-х роках області павлікіан частково увійшли до феми.
У 939—940 роках зазнала значних руйнувань внаслідок походів Хамданідів. З середини X ст. стає опорою для візантійського наступу на південний Кавказ та північну Месопотамію. Внаслідок вдалих походів територія феми розширилася. Втім за рішенням імператора Льва VI турму Камахі було передано до феми Месопотамія.
З кінця 1040-х років стала зазнавати нападів сельджуків. У 1057 році війська феми підтримали повстання Ісаака Комніна проти імператора Михайла VI. У 1060-х роках стала зазнавати нападів сельджуків, які загалом вдавалося відбити. 1069 року скориставшись складною ситуацією тут отаборився норманський найманець Роберт Криспін. Втім вже у 1070 року його подолано.
У 1071 році після поразки візантійського війська у битві біля Манцикерту від сельджуків султана Алп-Арслана територія феми була захоплена останнім. В подальшому стала частиною держави Данішмендидів. У 1090-х роках завдяки діяв Феодора Гавраса, дуки Халдії, значну частину феми Колонеа (крім Тефрики) було відвойовано, проте статус її не відновлено. Остаточно

## Адміністрація
Територія охоплювала міста Колонеа, Неокесарея, Тефріка, Арабарака, Нікополь, гору Фалакр. Тут розташовувалося 16 фортець. На чолі зазвичай стояв дукс. Протягом існування цією феми увійшло до практики поєднання посад стратега Халдії та дуки Колонеї. Йому підпорядковувалося 3 тис. вояків. Отримував щорічну зарплатню у 12 либрів золота.

## Відомі очільники
- Барда Фока (969—970)
- Катакалон Кекавмен (1056—1057)